# 藤村真生
藤村 真生（ふじむら まさお）は、日本の電子情報工学者。大阪工業大学工学部電子情報システム工学科准教授。博士（工学）・第一種情報処理技術者。CG検定一級取得者（画像処理技能検定CG部門）。元インターネットラーニングアカデミー(ILA)運営委員。元Ciscoネットワーキングアカデミー(CNA)インストラクタ。京都高度技術研究所(ASTEM)元研究員。
主な専門は、情報デザイン(CG・VR/AR)・プログラミング(特にPython)、マルチメディア・データベース、情報通信工学・情報ネットワーク工学。

## 経歴
1994年大阪工業大学工学部電子工学科卒業。1999年同大学大学院工学研究科電気電子工学専攻博士課程修了、博士（工学）。
京都高度技術研究所(ASTEM)研究員などを経て、2003年大阪工業大学工学部電子情報通信工学科講師。2019年より同学部電子情報システム工学科准教授。

## 主な所属学会
- 電子情報通信学会、映像情報メディア学会、情報処理学会、日本設計工学会など。

## 主な受賞
- 日本設計工学会論文賞(1998)
- 日本コンピュータグラフィックス協会NICOGRAPH論文コンテスト奨励賞

## 主な著書
- コンピュータグラフィックス概論（共著、共立出版2003、学術書）
- 情報システムと情報技術事典（共著、培風館2006、学術書）
- 演習で学ぶコンピュータグラフィックス基礎（共著、共立出版2011、学術書）
- 実機で学ぶネットワーク技術CCNAレベル（共著、三恵社2012、学術書）

## 主な研究
- 3次元CGプラネタリウムシステムの開発[2]：情報デザイン
- ドローンを用いた空中撮影からの3DCG作成[3]
- ステレオ画像処理に関する研究
- 立体音響システムに関する研究
- ビデオシースルーを用いた全方位からの拡張現実(AR)
- 電気自動車(EV)の自律走行を目的とした、環境センシングおよび認識に関する研究